# Apanteles dauricus
Apanteles dauricus är en stekelart som först beskrevs av Kotenko 2007.  Apanteles dauricus ingår i släktet Apanteles och familjen bracksteklar. Inga underarter finns listade i Catalogue of Life.